# إزيكييل لازو
إزيكييل لازو (بالإسبانية: Ezequiel Lazo)‏ (31 يناير 1989 بروساريو في الأرجنتين - ) هو لاعب كرة قدم أرجنتيني في مركز الهجوم. لعب مع روزاريو سنترال وSportivo Las Parejas ‏.

## وصلات خارجية
- إزيكييل لازو على موقع قاعدة بيانات كرة القدم.إي يو (الإنجليزية)
- إزيكييل لازو على موقع Soccerway.com (الإنجليزية)